# Centrumhuset, Stockholm

Centrumhuset (fastigheten Oxhuvudet 18) är en byggnad på Norrmalm i Stockholm med adress Kungsgatan 32–38, belägen i hörnet av Kungsgatan och Sveavägen. Den uppfördes 1929–31 efter Cyrillus Johanssons ritningar. Fastighetsbolaget Hufvudstaden AB lät bygga huset samt äger och förvaltar det fortfarande idag.
| Vänster bild: Centrumhuset från Malmskillnadsbron 1945, fotograferad av Gunnar Lundh, höger bild: Centrumhuset från samma plats i juli 2008. |  | Vänster bild: Centrumhuset från Malmskillnadsbron 1945, fotograferad av Gunnar Lundh, höger bild: Centrumhuset från samma plats i juli 2008. |
| Vänster bild: Centrumhuset från Malmskillnadsbron 1945, fotograferad av Gunnar Lundh, höger bild: Centrumhuset från samma plats i juli 2008. |  | |

## Beskrivning

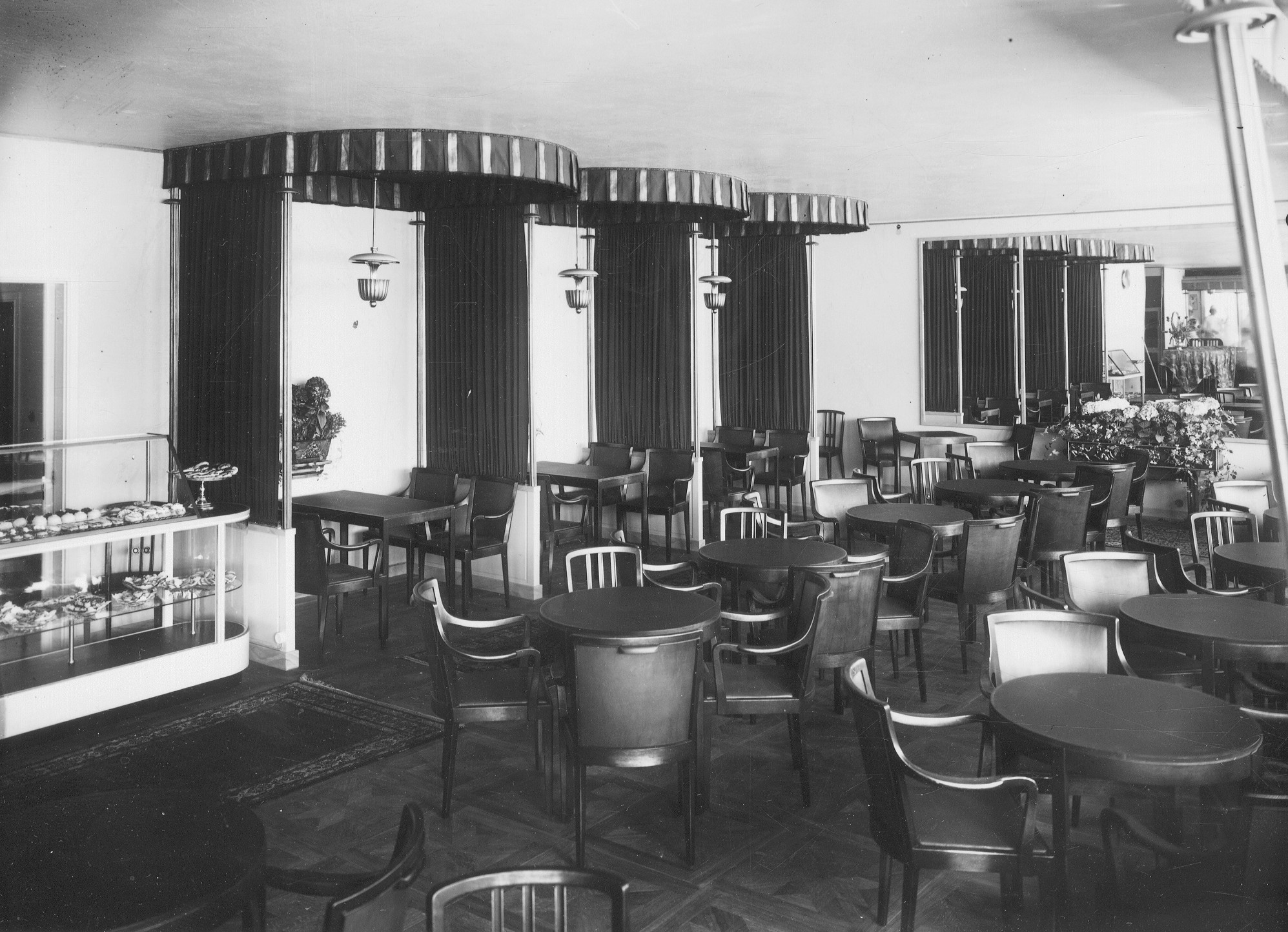
Landelius konditori, 1930-tal

Centrumbyggnaden upptar ett helt kvarter, begränsat av Kungsgatan, Sveavägen, Apelbergsgatan, Malmskillnadsgatan och Malmskillnadstrappan. Typiskt för byggnaden är den något ovanliga tegelarkitekturen och det insvängda, konkava hörnet mot korsningen Sveavägen–Kungsgatan. Byggnaden var avsedd som affärs- och kontorshus med en stor butikshall i bottenvåningen, som kunde försörjas via en underjordisk bilgata. De översta tre våningarna är indragna och avtrappade. Fasaden är starkt artikulerad med profilerat tegel, liggande, spröjsade fönster och en utkragande takfot, som ger en kraftig skuggverkan. Byggnaden är konstruerad med en inre pelarstomme av järn. Byggnadsstilen är i övergången från tjugotalsklassicim till funktionalism, med tydlig inspiration av tysk expressionism. 
Centrumhuset koncipierades som affärs- och kontorshus med en mindre affärsgalleria i de nedre planen och kontor i de övre. På 1930-talet fanns bland annat Landelius konditori i gallerian. Byggherre var Hufvudstaden AB medan Kreuger & Toll stod för grundläggnings- och betongarbetena. Huset fick en bärande stomme av pelare istället för bärande väggar. Det gav en flexibel rumsindelning. Av den anledningen kunde  Stockholms stads fastighetskontor 1964 flytta in i Sveriges första kontorslandskap.  
Under 1940- till 1970-talen hade modevaruhuset Meeths sina lokaler i huset med sin entré från Kungsgatan. På hörnet mot korsningen Kungsgatan–Sveavägen har sedan 1928 klädaffären Ströms sin butiksentré. År 1962 hade Ströms fyra plan i huset, ett stort skrädderi och över 200 anställda, de flesta skräddare och sömmerskor. Hörnan kallas därför även  "Ströms hörna" (ej att förväxla med Ströms hörna i Göteborg).
Byggnadens fasader har på grund av sitt utmärkta skyltläge mot några av Stockholms mest trafikerade gator och platser gärna använts för neonreklam. Speciellt den konkavt formgivna "Ströms hörna" mot korsningen har tillsammans med motsvarande hörna på västra sidan av korsningen (se Hästhuvudet 13) i alla tider varit en omtyckt skyltplats och en av få platser i centrala Stockholm med ljusreklam på flera fönsterbröstningar över varann (se ljusskyltar i Stockholm).
Centrumhuset har fått ge namn till rutan "Centrum" i den svenska utgåvan av Monopol.[källa behövs]

## Bildgalleri - "Ströms hörna"

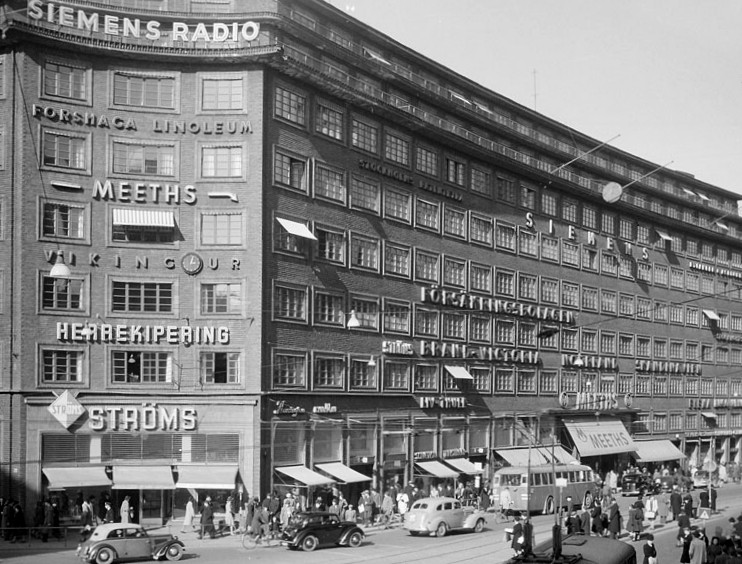
1950
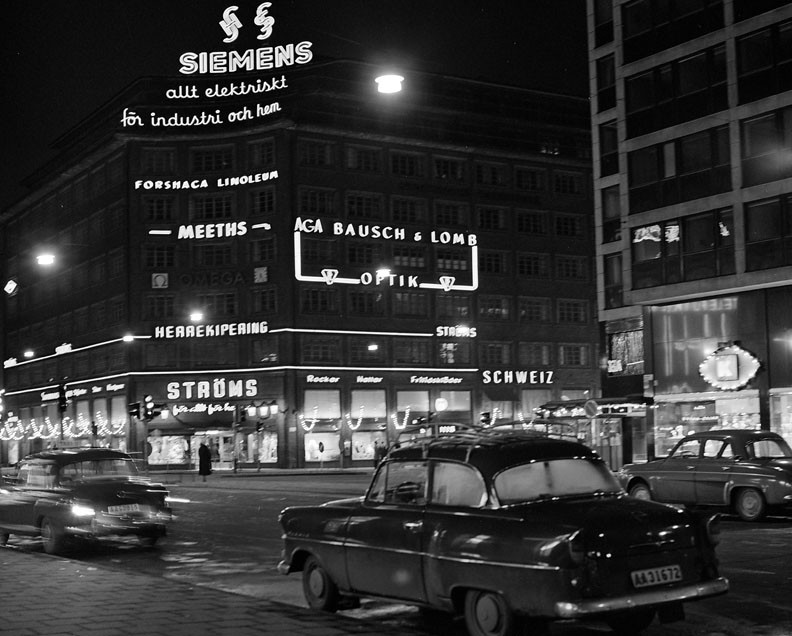
1960
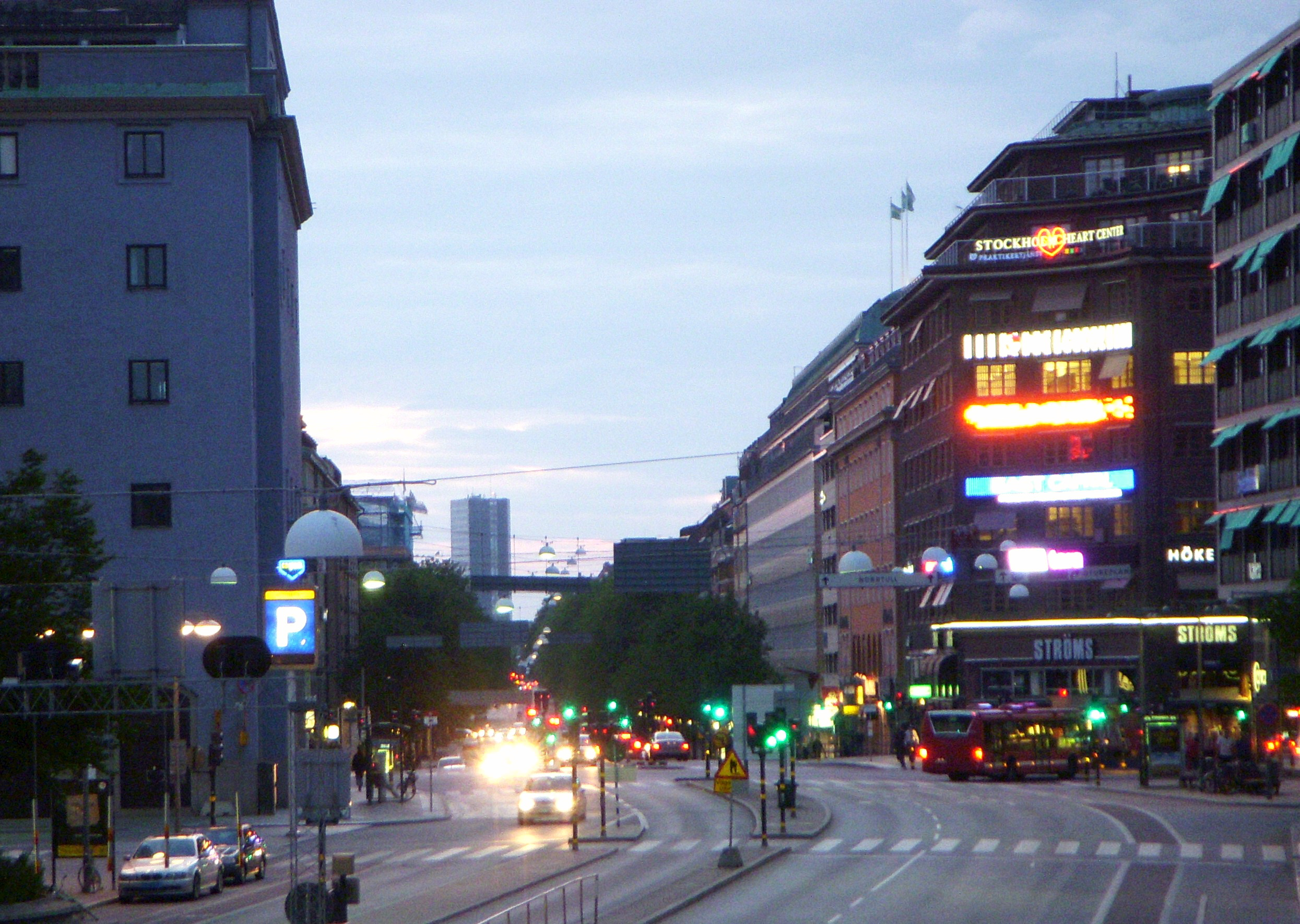
2009
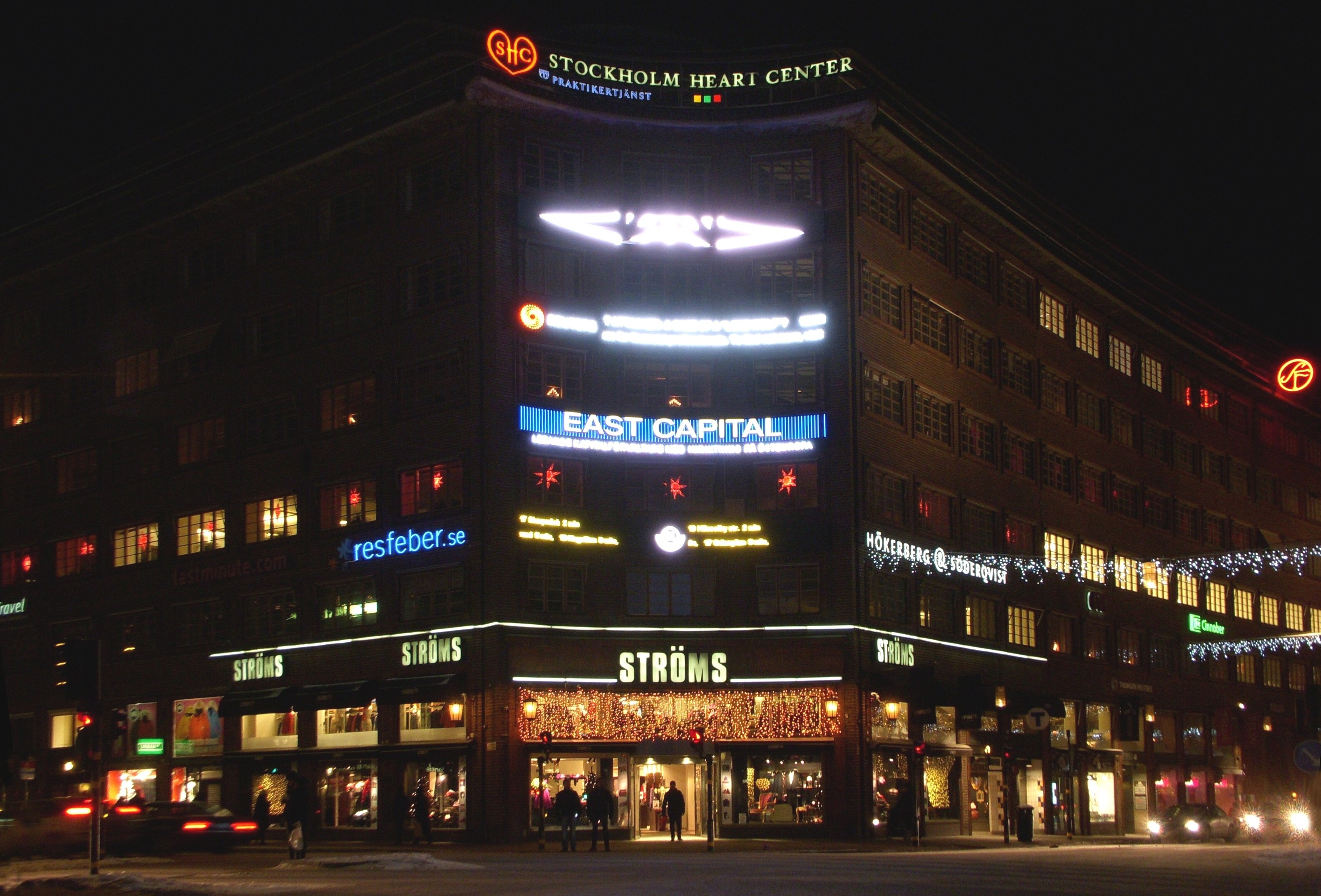
2010

## Bildgalleri - formpresat omfattningstegel med reliefskulpturer[2]
Dekorationer i relief på fasad, kupiga s,3 centimeter tjocka tegelpannor, 19,7 centimeter breda och 25,7 centimeter höga, tillverkade av S:t Eriks Lervarufabriker i Uppsala:

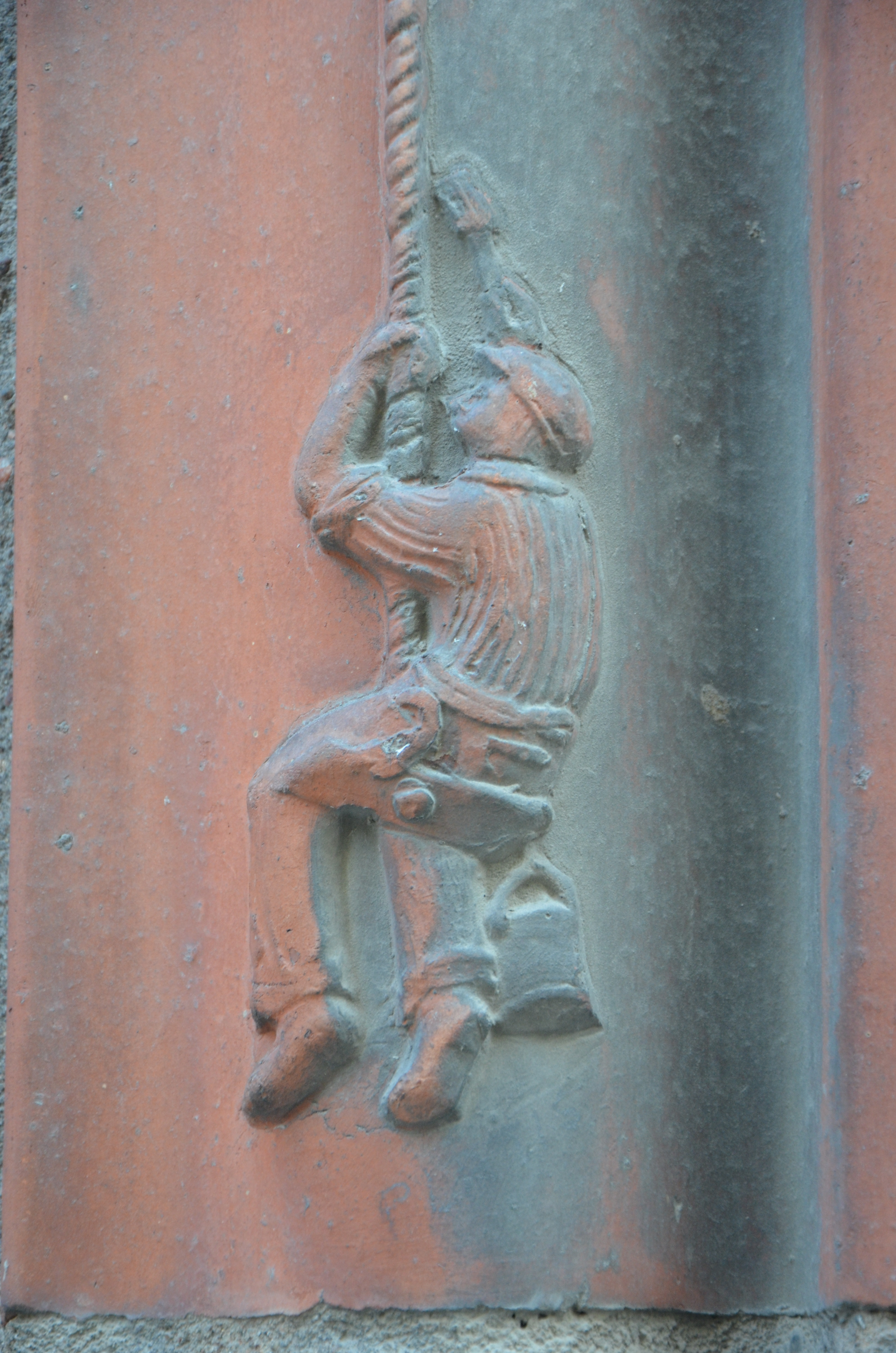
Fönsterputsare
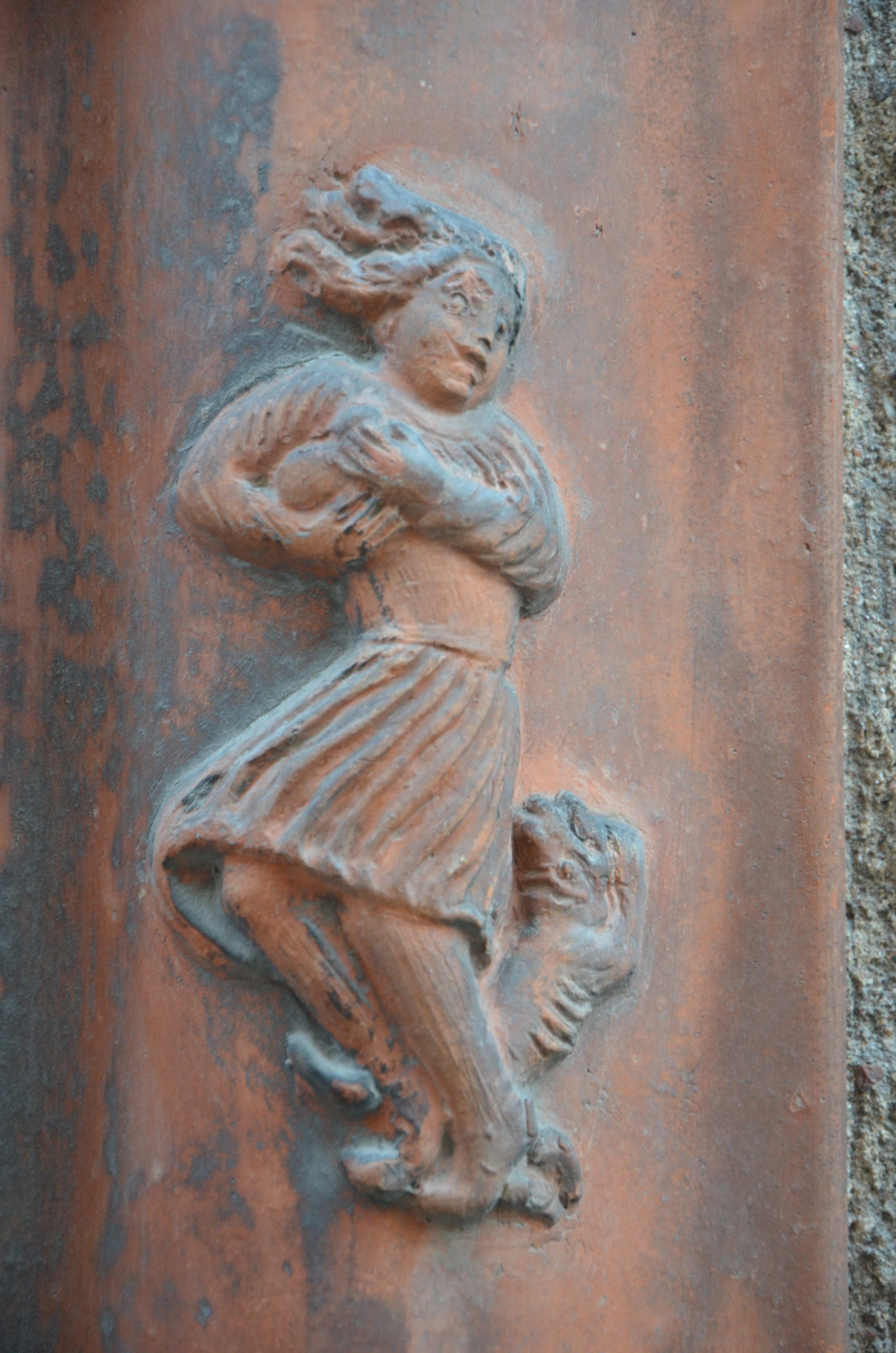
Flicka med kärl
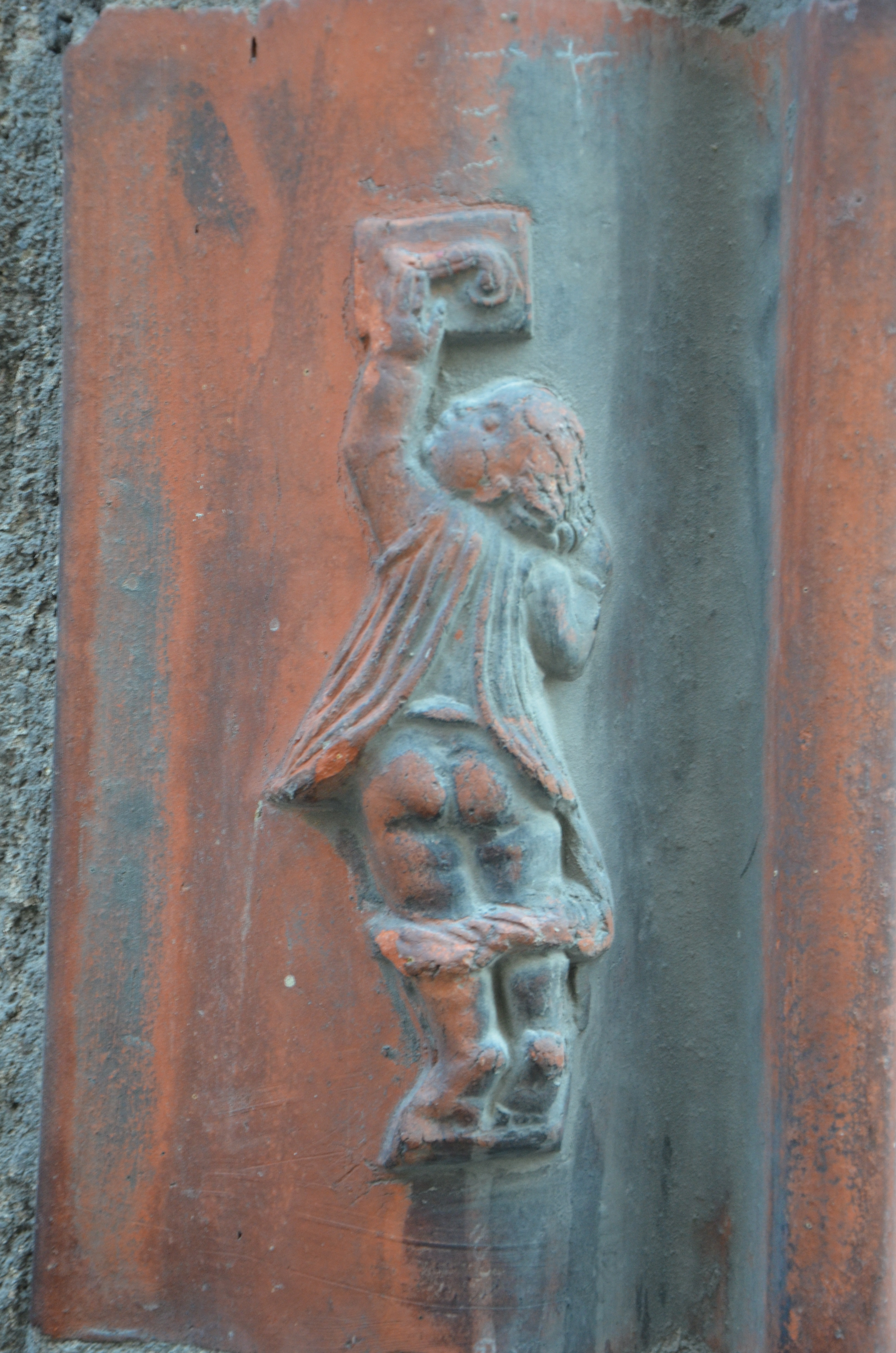
Gosse vid dörrhandtag
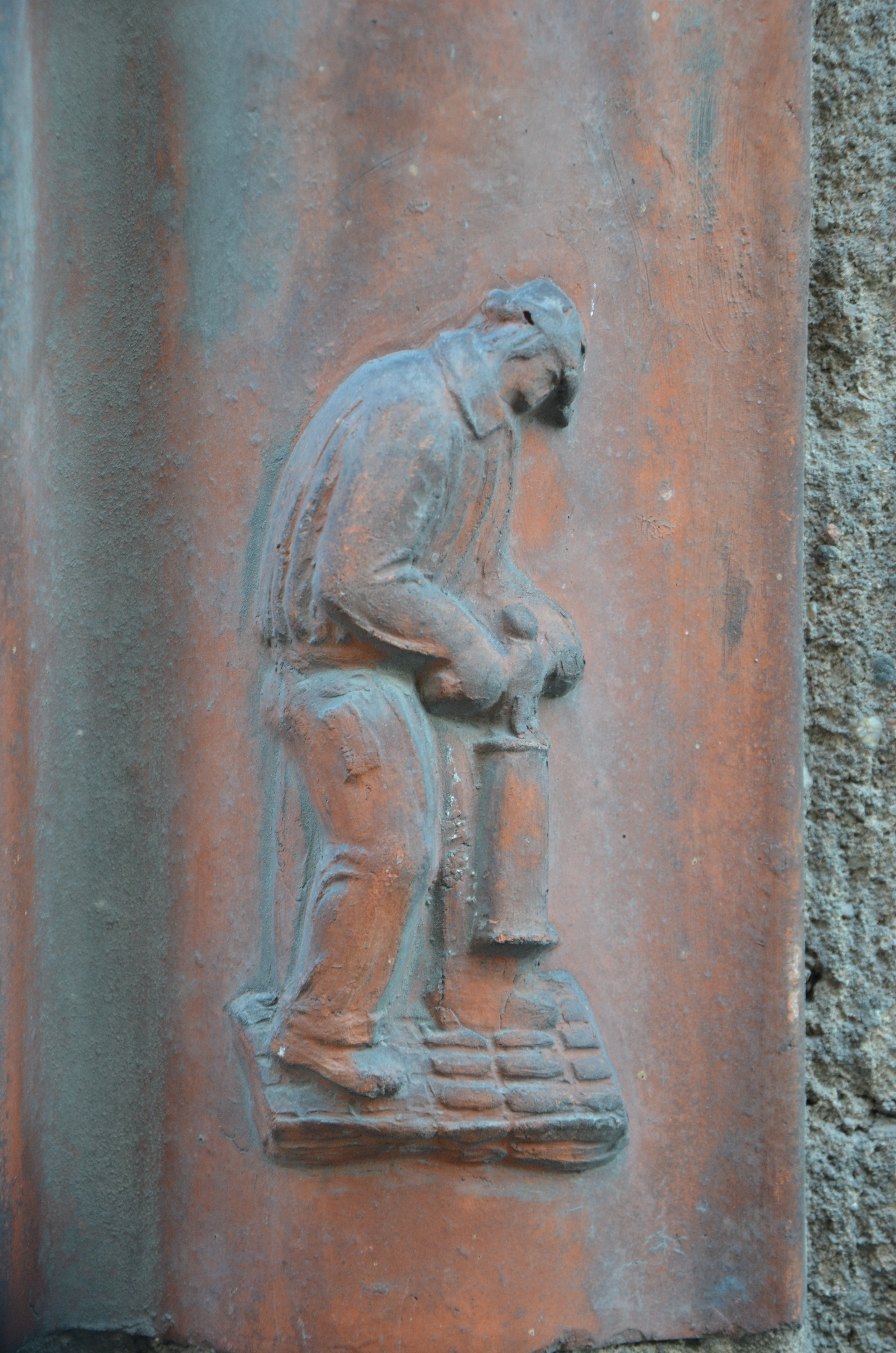
Stensättare med jungfru
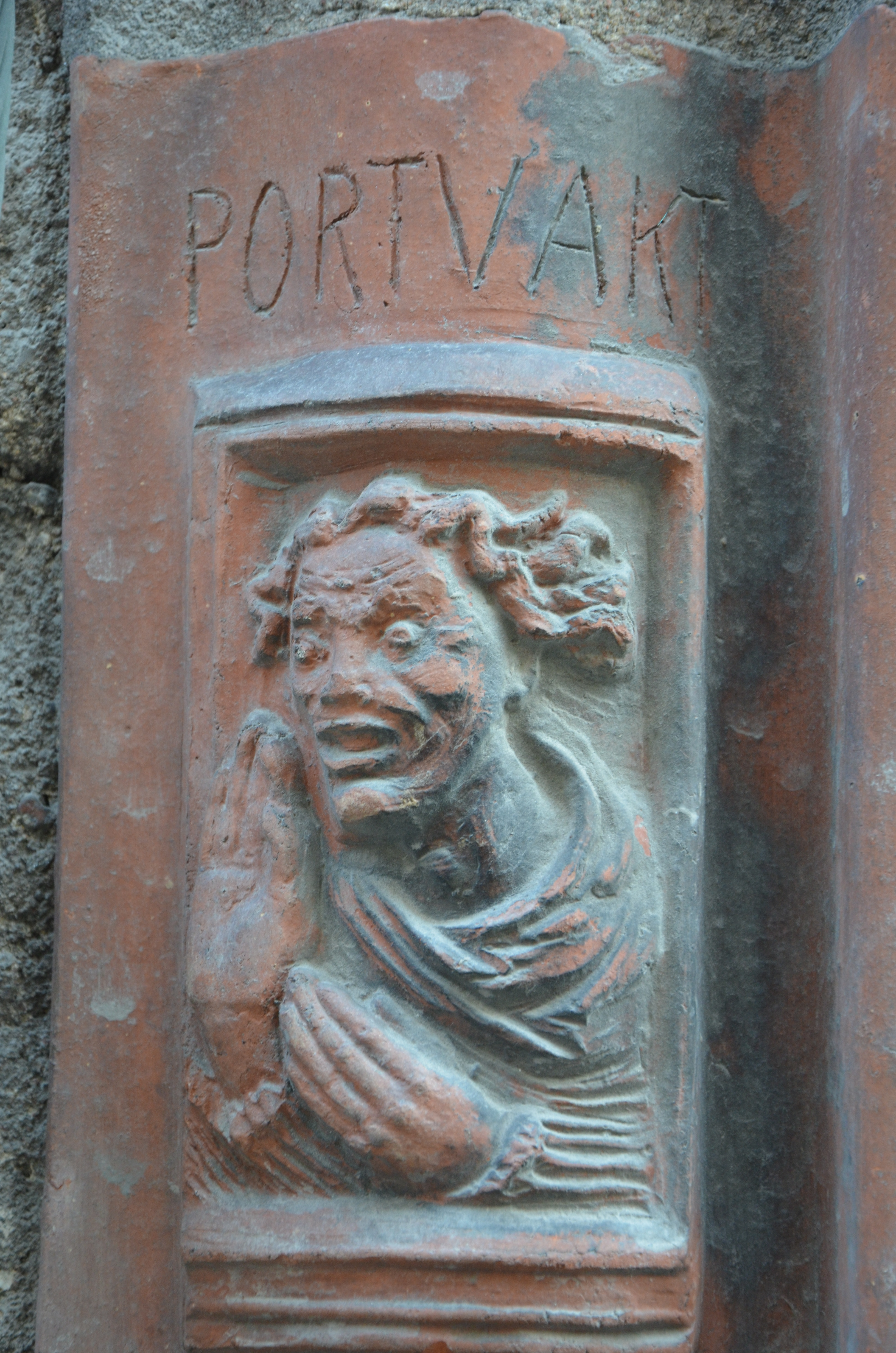
Portvakt